# UB-612
UB-612 — кандидат на вакцину проти COVID-19, який є субодиничною вакциною, та розроблений тайваньськими компаніями «United Biomedical, Inc» та «Vaxxinity» (попередня назва «COVAXX»), та бразильською компанією «DASA».

## Клінічні дослідження
У вересні 2020 року розпочалась I фаза клінічних досліджень вакцини «UB-612» на Тайвані.
У січні 2021 року розпочалась ІІ фаза клінічних досліджень «UB-612» на Тайвані.
У лютому 2021 року розпочалась фаза II—III клінічних досліджень «UB-612».